# Баранець субантарктичний
Баранець субантарктичний (Coenocorypha huegeli) — вид сивкоподібних птахів родини баранцевих (Scolopacidae).

## Назва
Вид названо на честь австрійського натураліста Анатоля фон Гюгеля (1854—1928).

## Поширення
Ендемік новозеландських субантарктичних островів. Його ареал історично обмежувався островами Снерс (3 км²), де траплявся на острові Норт-Іст-Айленд (280 га), острові Броутон (48 га) і Алерт-Стек (5 га). Однак ареал розширився після успішного переміщення на Путаухіну та Уенуа Хоу. Середовищем його проживання є вологі рівнини, багаті рослинами роду Olearia і Brachyglottis, а також купинами трав роду Carex, які утворюють своєрідний килим, і папоротями, такими як Polystichum vestitum.
Досліджена популяція островів Снерс становить приблизно 410 пар, при цьому популяція острова Путаухіну зросла приблизно до 500 птахів на початку 2013 року. Наприкінці 2012 року було підтверджено, що переміщені птахи розмножуються на острові Уенуа Хоу, що свідчить про те, що загальна популяція зараз налічує понад 1000 статевозрілих особин. Враховуючи, що популяція вважається стабільною в цілому, чисельність виду оцінюється в діапазоні 1000—1500 статевозрілих особин.

## Спосіб життя
Баранець субантарктичний харчується різноманітними дрібними безхребетними, включаючи кільчастих черв'яків, бокоплавів, павуків і комах, яких він ловить, досліджуючи землю та листовий опад своїми довгими дзьобами.
Більшість птахів утворюють пари, які залишаються стабільними протягом усього життя. Зазвичай кожна пара відповідає території висиджування, і обоє батьків піклуються про яйця (як правило, два), які відкладають в гніздо, приховане в густій рослинності на землі. Самець доглядає та контролює перше пташеня, яке виходить із гнізда, а самиця пильнує за другим. Пташенята залишаються з батьками близько восьми тижнів. У віці приблизно одного місяця вони вже здатні літати.